# 962 v.Chr.
Het jaar 962 v.Chr. is een jaartal volgens de christelijke jaartelling.

## Gebeurtenissen

### Israël
- Koning Salomo (962 - 931 v.Chr.) regeert over het koninkrijk Israël.

## Overleden
- David, koning van Israël